# Hans-Hermann Nissen
Hans-Hermann Nissen (Gdańsk, 20 de maig de 1893 - Múnic, 28 de març de 1980) fou un baix-baríton alemany, particularment associat amb els papers de Wagner, un dels millors Wotan i Hans Sachs del període d'entreguerra.
Va estudiar a Berlín amb Julius Raatz-Brockmann, i va fer el seu debut al Volksoper Berlín, com a Kalif a Der Barbier von Bagdad, el 1924. Va entrar a la l'Òpers Estatal de Múnic el 1925, on es va quedar fins al 1967, i era un convidat regular al Festival de Bayreuth.
Des del 1928, va ser convidat fora d'Alemanya; cantà a la Royal Opera House de Londres, l'Òpera de París, l'Òpera de l'Estat de Viena, el Festival de Salzburg, La Monnaie de Brussel·les, La Scala de Milà, i el Liceu de Barcelona. Va fer el seu debut americà al Chicago Civic Opera el 1930, i a la Metropolitan Opera de Nova York el 1938.